# スケートライト

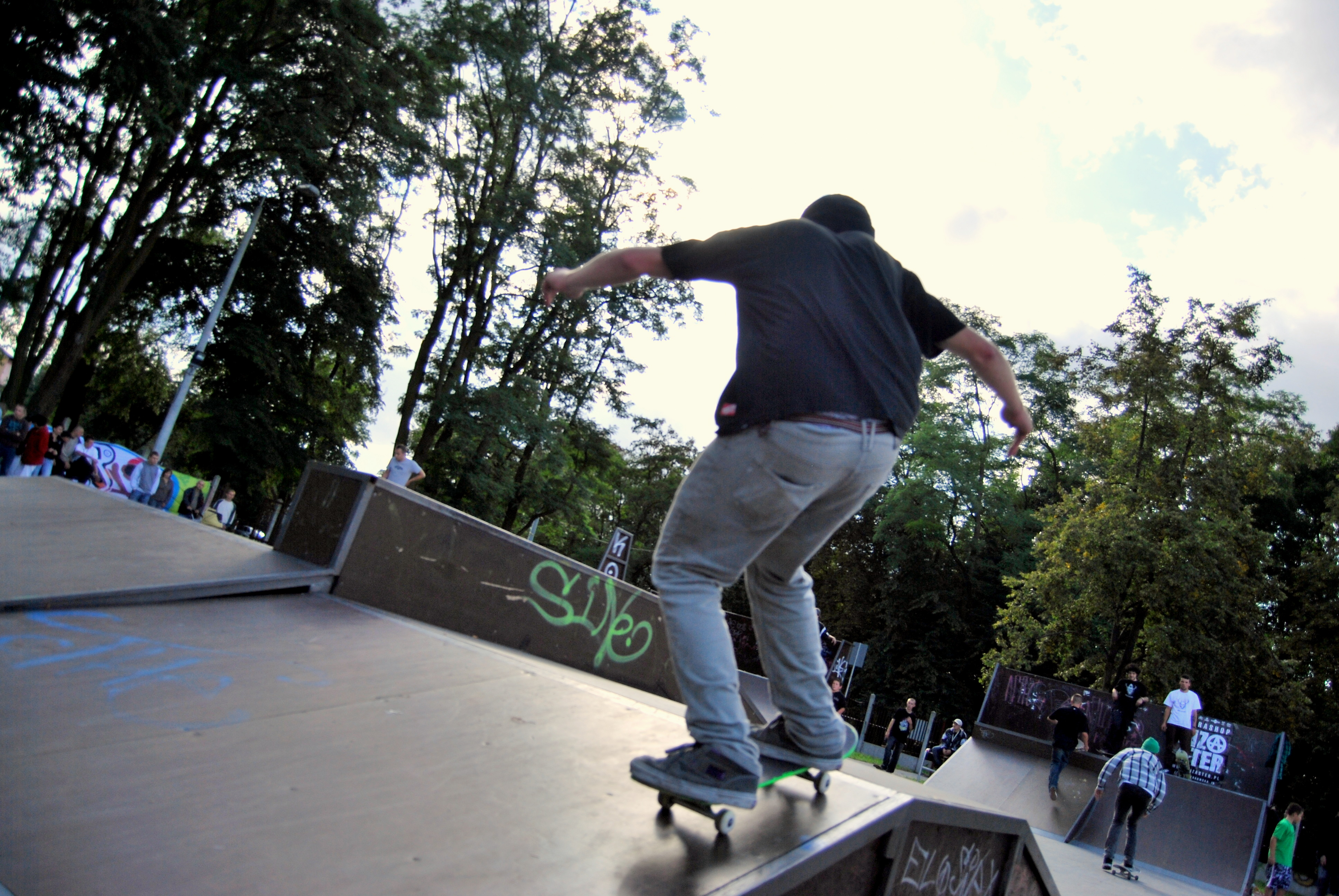
各セクション表面にスケートライトらしき素材を使用しているスケートパーク

スケートライト(Skatelite)とは、米国のリッチライト社(en:Richlite)が販売するスケートランプ専用素材。ハーフパイプ等の滑走面に使われる。
繊維を圧縮して出来た板紙にフェノール樹脂を染み込ませて作られており、一般的な合板に比べると高価だが、滑りが良い、肌を擦り難い、燃え難い、腐らない、薬品に強いといった利点がある。

## 種類
- Skatelite

屋内向けの製品。
- Skatelite Pro

屋外利用に向け、樹脂の割合を増やした製品。
- Skatelite OCC

繊維の半分に廃段ボール（Old Corrugated Cardboard）を使用。Proと同価格。
- Hemplite

マニラアサ繊維（ヘンプ）を使用。最も高額。